# Дин-и иллахи
Дин-и иллахи (дин-и илахи; перс. دین الهی‎ — «божественная вера», таухид-и иллахи, перс. توحید الهی‎ — «единобожие») — синкретическая религиозная доктрина, созданная могольским императором Акбаром Великим в попытке объединить индуизм, ислам и некоторые элементы других религий Империи Великих Моголов — христианства, джайнизма и зороастризма. Акбар надеялся, что созданная им религия устранит конфессиональные противоречия между его подданными, но в конечном счёте в его веру обратились лишь некоторые люди из ближайшего окружения императора.

## История

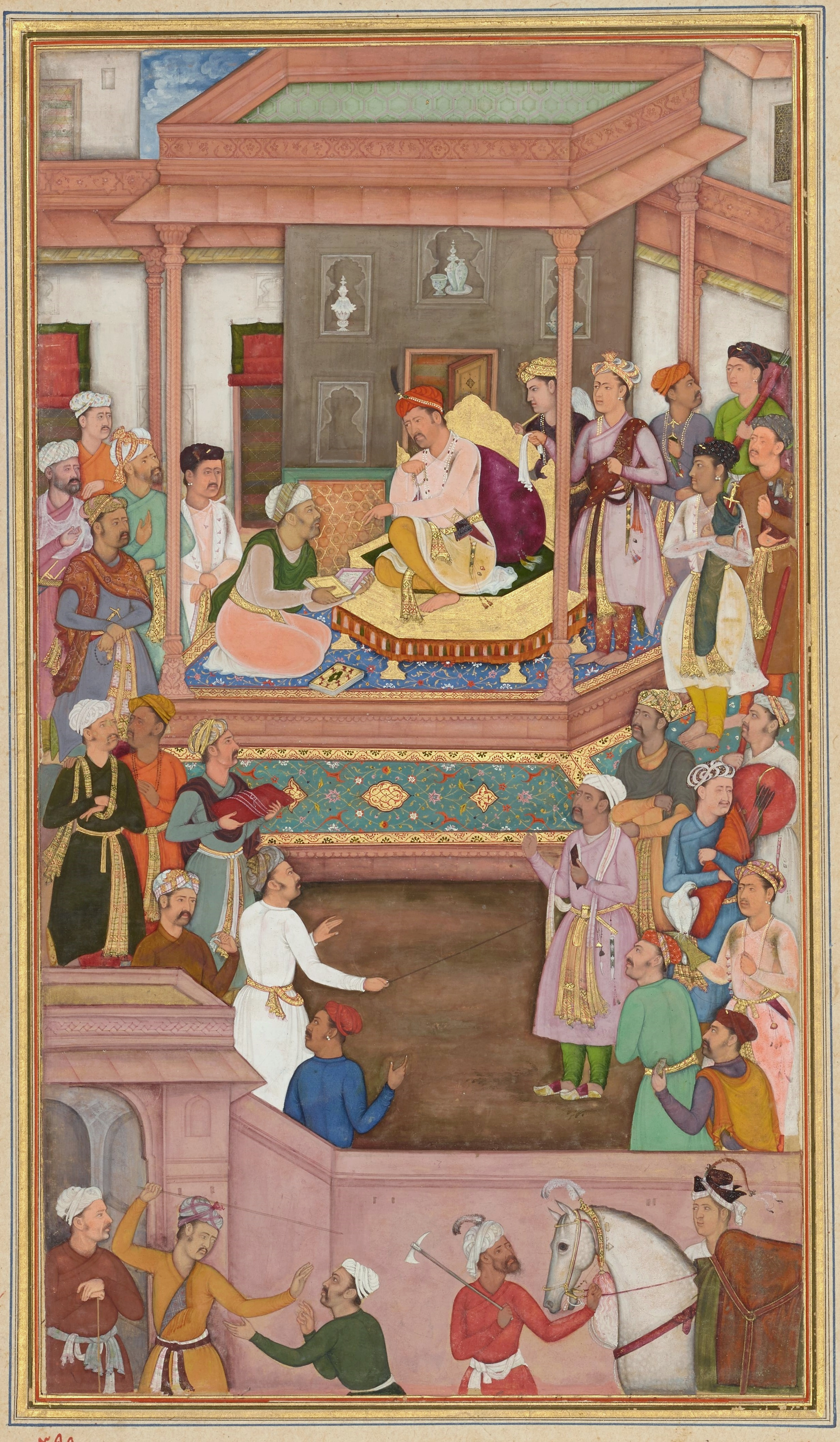
Абу-ль-Фадль Аллами, один из последователей дин-и иллахи, преподносит Акбару «Акбар-наме». Могольская миниатюра.

Внимание и уважение к другим религиям всячески приветствовались при дворе Акбара. Сам властитель учредил ибадат-хану (молитвенный дом) в Фатехпур-Сикри, где представители различных школ религиозной мысли — мусульмане, индусы, парсы, джайны и христиане — участвовали в философских диспутах на различные темы. Изучая разные религии император пришёл к выводу, что все они прославляют единого Бога, и следовательно, религиозные распри не имеют никакого смысла и никакая из религий не обладает монополией на истину. Эта идея привела Акбара к созданию в 1581 году новой синкретической религиозно-философской доктрины дин-и иллахи («божественной веры»). Многие мусульманские священнослужители немедленно расценили её как богохульную (ширк).
Новое религиозное течение распространилось лишь в придворных кругах. Кроме самого императора, единственным, кто остался приверженцем новой религии до самой смерти, был один из министров Акбара — Бирбал. Во многом этому способствовало то, что дин-и иллахи представляла собой культ личности самого Акбара, поскольку он решил, что является новым пророком и призвал обновить ислам спустя 1000 лет после прихода Мухаммеда. Также этому способствовало совпадение арабского слова «акбар» в мусульманском возгласе «Аллаху акбар» («Аллах вели́к») с именем самого Акбара, который понимался как «Бог есть Акбар». Главнокомандующий императорской армии раджа Ман Сингх отказался обратиться в новую религию, утверждая, что признаёт только индуизм и ислам.
Дин-и-иллахи совмещала в себе мистицизм, философию и поклонение природе; признавался Единый Бог, который открывал Себя в различных религиях, политеизм отвергался. Вероучение восходит к теологическим представлениям ислама, индуизма, христианства, зороастризма, джайнизма и, возможно, буддизма, критически осмысляемых в свете рационального поиска истины. В качестве киблы Акбар использовал Солнце, совершал возжигание неугасимого огня (влияние зороастризма), носил брахманский шнур и индуистский знак на лбу. При дворе Акбара была запрещена говядина.
Дин-и иллахи представляло собой более этическую, нежели религиозную систему. Вожделение, чувственность, клевета и гордость рассматривались в ней как грехи, а набожность, благоразумие, воздержание и доброта почитались как основные добродетели. Из суфизма было заимствовано учение о том, что душа очищалась посредством жажды общения с Богом. Допускался целибат (как и в католичестве), а убийство животных было запрещено, как в джайнизме. В религии Акбара не существовало собственных священных писаний или священнической иерархии.
Дин-и иллахи обогатила мусульманский мир Индии переводами «Рамаяны», «Махабхараты» и Евангелия. По указанию Акбара историк Абд ал-Кадир Бадауни, будучи правоверным мусульманином, вынужден был работать над переводом «Махабхараты». Считая это греховной деятельностью, он, заканчивая дневной труд, очищал себя омовением и молитвами. По другим данным, он сам уверовал в объединяющую религию о Едином Боге.

### После Акбара
Согласно «Дабестан-и Мазахиб» из Мухсина Фани дин-и иллахи, по-видимому, пережил Акбара (но ненадолго). Однако после его смерти движение было полностью искоренено Аурангзебом, что облегчалось тем фактом, что у религии никогда не было более 19 приверженцев.
В XVII веке Дара Шукох (старший сын Шах Джахана) предпринял попытку восстановить дин-и иллахи, но его брат Аурангзеб казнил его за вероотступничество. Позднее Аурангзеб составил «Фатава-и-Аламгири», восстановил джизью и установил исламский шариат на Индийском субконтиненте, распространив исламскую ортодоксию и уничтожив всякую возможность религиозной реформы на несколько поколений.